# Östergötlands län
Koordinaten: 58° 22′ N, 15° 55′ O

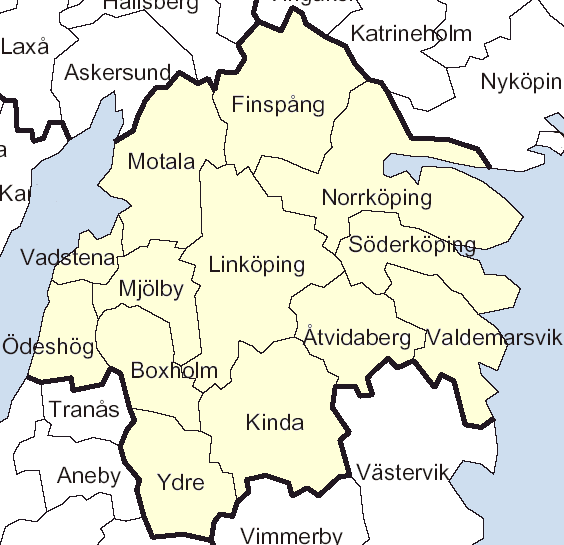
Gemeinden in Östergötlands län

Östergötlands län ist eine Provinz (län) in Schweden.

## Geographie
Das Territorium von Östergötlands län entspricht dem der historischen Provinz (landskap) Östergötland.
Östergötlands län macht ca. 2,7 % der Fläche des schwedischen Staatsgebietes aus. Davon sind wiederum ca. 9 % Wasserflächen, die einen Teil des ca. 190,5 km langen Göta-Kanals einschließen.

## Bevölkerung
Der Anteil an der Gesamtbevölkerung Schwedens beträgt 4,6 %.

## Gemeinden und Orte

### Gemeinden
Östergötlands län besteht aus 13 Gemeinden. Einwohnerzahlen Stand 31. Dezember 2024.
| Gemeinde          | Fläche (km²) | Einwohner |
| ----------------- | ------------ | --------- |
| Åtvidaberg        | 0.780,3      | 011.467   |
| Boxholm           | 0.603,9      | 005.517   |
| Finspång          | 1.251,1      | 021.623   |
| Kinda             | 1.302,0      | 009.957   |
| Linköping         | 1.568,3      | 168.035   |
| Mjölby            | 0.557,1      | 028.695   |
| Motala            | 1.052,1      | 043.505   |
| Norrköping        | 1.603,7      | 144.980   |
| Ödeshög           | 0.450,3      | 005.237   |
| Söderköping       | 0.688,3      | 014.789   |
| Vadstena          | 0.208,2      | 007.490   |
| Valdemarsvik      | 0.777,1      | 007.525   |
| Ydre              | 0.778,6      | 003.626   |
| Östergötlands län | 11.584,70    | 472.446   |

### Größte Orte
- Linköping (104.232)
- Norrköping (87.247)
- Motala (29.823)
- Finspång (12.440)
- Mjölby (12.245)

(Einwohner Stand 31. Dezember 2010)